# Нерва
Марко Кокцеј Нерва (лат. Marcus Cocceius Nerva; рођен 8. новембра 30. године, по Диону Касију, или 35. године, по Аурелију Виктору, Caes. 12.11), умро 27. јануара 98. године) био је римски цар између 96. и 98. године. Био је први цар који је изабрао наследника међу заслужним људима и затим га усвојио. Та пракса коју су наставили и потоњи цареви, један је од кључних карактеристика епохе Пет добрих царева.

## Младост
Марко Кокцеј Нерва био је италски нобил, више него римски нобил. Место његовог рођења није познато.
Чланови његове фамилије су имали важне магистратуре. Његов прадеда био је конзул 36. п. н. е. а његов деда је био близак династији Јулијеваца Клаудијеваца. Нервнин ујак се оженио праунуком цара Тиберија. Нерва је био конзул у време Веспазијана (71. године) и у време Домицијана (90. године).
Нерва је био први од Пет добрих царева. 

## Цар
После убиства Домицијана 96. године, Нерва је изабран за цара 18. септембра 96. године. По Диону Касију, завереници против Домицијана су се њему обратили зато што је тада био већ стар и зато што није имао деце. Такође, био је један од оних који су изгубили Домицијанову милост.
Након успона на престо, Нерва је одмах ослободио оне који су били затворени због издаје, забранио је будуће оптужбе због издаје, дао је амнестију за многе које је Домицијан протерао, вратио је конфисковану имовину и приближио се сенату. Тиме је знатно допринео сопственој популарности. Али, Домицијан је имао подршку у војсци. Октобра 97. преторијанска гарда је напала царску палату на Палатину и чак успела да зароби Нерву. Цар је тада био принуђен да прихвати све захтеве, дакле да преда све одговорне за Домицијанову смрт и да одржио говор у којем је похвалио побуњене преторијанце. Петроније и Партеније, које су преторијанци оптужили за Домицијанову смрт, били су убијени. Нерва је изгубио прилично ауторитета.
Будући без деце, усвојио је Трајана, који је тада био командант војске на рајнском лимесу.
Изгледа да је Нерву савладала грозница, убрзо после овог усвајања. Био је одмах деификован и сахрањен у Августовом маузолеју. На дан његове сахране дошло је до помрачења Сунца.